# Сантмаргац
Сантмаргац (монг. Сантмаргац) — сомон аймака Завхан в западной части Монголии. Численность населения по данным 2010 года составила 1 564 человек.
Центр сомона — усадьба Холбоо, расположенная в 292 километрах от административного центра аймака — города Улиастай и в 1400 километрах от столицы страны — Улан-Батора.

## География
Сомон расположен в западной части Монголии. Граничит с соседними сомонами Завханмандал, Сонгино, Ургамал и Цэцэн-Уул, а также с соседним аймаком Увс. На территории Сантмаргаца расположено пресноводное озеро Баян-Нуур.
Из полезных ископаемых в сомоне встречаются медная руда, поваренная соль и строительное сырьё.

## Климат
Климат резко континентальный. Средняя температура января -25 градусов, июля +15-20 градусов. Ежегодная норма осадков составляет 100-200 мм.

## Фауна
Животный мир Сантмаргаца представлен волками, лисами, зайцами, корсаками, аргалями, дикими козами.

## Инфраструктура
В сомоне есть школа, больницы, дома отдыха.